# Битка при Кесария
Обсадата на Кесария е съществена стратегическа завоевателна победа на военните сили на селджукския султан Алп Арслан срещу войските на Византийската империя. Битката е част от продължилия близо три века военен конфликт между Източната римска империя и селджукските турски държави.

## Предистория
След управлението на Василий II византийската държава, бъдещ модел за западноевропейските християнски монархии, е в колапс. Изтощена от войни на изток и запад, тя е застрашена от победилите вече Абасидите селджуки в Средна Азия. Туркоманските конници на „Героичния Лъв“ Алп Арслан търсят нови жизнени пространства и под Знамето на Пророка виждат път за разпространение на исляма и полуплеменната си държавност на запад през Мала Азия в териториите на отслабващата Византия.

## Битка
След няколко успешни сезонни кампании за грабеж през последните две десетилетия селджуките се осмеляват да помислят за завоевателна експедиция срещу богатите византийски градове. През лятото на[ неясно? ] Алп Арслан бързо достига до древната римска Цезарея (Кесария), която се отбранява лично от василевса Константин X Дука. Крепостта е превзета с щурм от войниците на селджукския султан. В оформилата се завоевателна кампания до нов съществен пробив и сражение обаче не се достига. Алп Арслан е принуден да се оттегли, след като възниква опасност пътят му назад да бъде отрязан от дебаркирала в Антиохия и отправила се на североизток византийска армия.

## Последствия
Селджуките са принудени да изоставят Кесария, но този мимолетен успех отваря вратите за все по-масираното селджукско настъпление на запад. Кесария е отново и окончателно завладяна от тюрките след втората битка при Манцикерт.